# Pythagoras-Baum

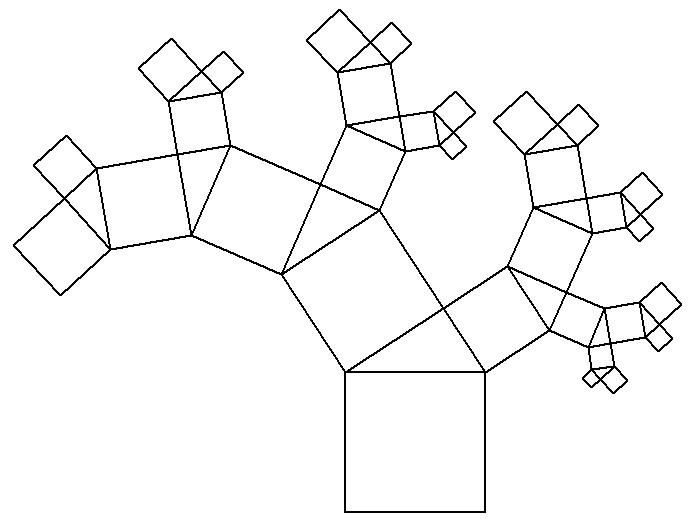
Pythagoras-Baum

Symmetrischer Pythagoras-Baum

Ein Pythagoras-Baum ist eine besondere Art eines Fraktals. Das ursprüngliche Verfahren zum Erstellen eines Pythagoras-Baums basiert auf dem Satz des Pythagoras, in dem auf ein Quadrat zwei weitere, kleinere Quadrate im rechten Winkel angeordnet werden. Durch rekursives Aufrufen dieser Konstruktionsvorschrift wird ein Fraktal erzeugt, das im Grenzfall der Form eines Baumes ähnelt. Durch den rechten Winkel des eingeschlossenen Dreiecks bleibt die Gesamtfläche jeder Ebene gleich, daher ist die Fläche des Grundelementes (Stammes) genau so groß wie die Summe der Fläche aller äußeren Elemente (Blätter).

## Konstruktion
Aus einer Grundlinie wird ein Quadrat konstruiert. Auf diesem Grundelement (Stamm) wird auf der Oberseite ein Thaleskreis gezeichnet und dieser beliebig geteilt. Der entstehende Punkt wird mit dem Grundelement verbunden (Bild 1), so dass ein rechtwinkliges Dreieck entsteht. Aus den beiden entstandenen Schenkeln des Dreiecks wird wieder jeweils ein Quadrat konstruiert (Bild 2), ein Thaleskreis aufgezeichnet, dieser geteilt, ein rechtwinkliges Dreieck konstruiert (Bild 3) und so wieder zu einem Quadrat erweitert (Bild 4). Dieser Vorgang wird beliebig oft wiederholt.

## Symmetrischer Pythagoras-Baum

### Berechnungen
Im Folgenden sei die Seitenlänge des ersten Quadrats (dem „Stamm“) gleich {\displaystyle a}. Wenn die Innenwinkel des ersten rechtwinkligen Dreiecks gleich 45°, 45° und 90°, die Seitenlängen also gleich {\displaystyle {\tfrac {\sqrt {2}}{2}}\cdot a}, {\displaystyle {\tfrac {\sqrt {2}}{2}}\cdot a} und {\displaystyle a} sind, ist der Pythagoras-Baum symmetrisch. Die Symmetrieachse ist die Mittelsenkrechte der Hypotenuse des ersten rechtwinkligen und gleichschenkligen Dreiecks.

### Höhe

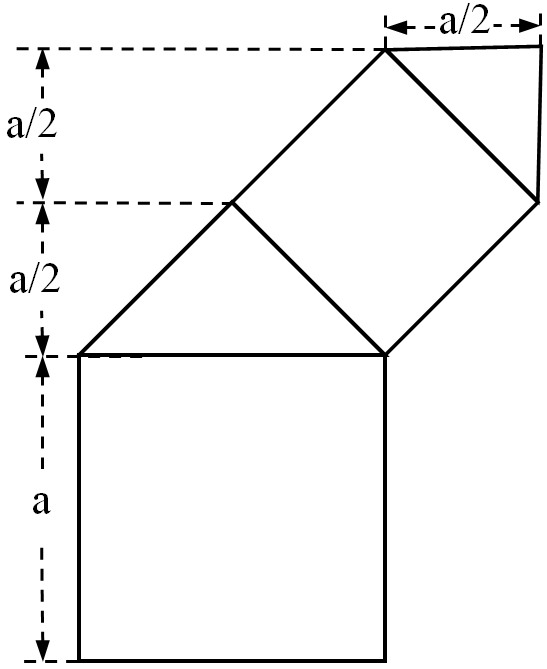
Grundkonstruktion eines Astes

Höhe des ersten Astes beträgt {\displaystyle 2\cdot a} (siehe Abbildung). Um die maximale Höhe zu ermitteln, genügt es Äste der abgebildeten Form aufeinander zu stellen. Jeder Ast hat die halbe Grundseite des vorigen Astes. Damit ist die Höhe des zweiten Astes {\displaystyle a}, die des dritten {\displaystyle {\tfrac {a}{2}}} usw. Die Gesamthöhe {\displaystyle h} beträgt damit:
{\displaystyle h=2\cdot a+a+{\frac {a}{2}}+{\frac {a}{4}}+{\frac {a}{8}}+\ldots =2\cdot a\left(1+{\frac {1}{2}}+{\frac {1}{4}}+{\frac {1}{8}}+\ldots \right)}
Also ergibt sich mithilfe der geometrischen Reihe:
{\displaystyle h=2\cdot a\cdot \sum _{i=0}^{\infty }\left({\frac {1}{2}}\right)^{i}=2\cdot a\cdot {\frac {1}{1-{\frac {1}{2}}}}=4\cdot a}

### Breite
Der linke Ast entspricht einem querliegenden Baum mit der Grundseite {\displaystyle {\frac {a}{2}}}. Ebenso der rechte Ast. In der Mitte bleibt ein Stamm mit der Breite {\displaystyle a} und den beiden Hauptästen mit jeweils der Breite {\displaystyle {\frac {a}{2}}}. Die Breite beträgt also
{\displaystyle \underbrace {\frac {h}{2}} _{\begin{array}{c}\scriptstyle {\text{Höhe linker}}\\\scriptstyle {\text{querliegender Baum}}\end{array}}+\underbrace {\frac {h}{2}} _{\begin{array}{c}\scriptstyle {\text{Höhe rechter}}\\\scriptstyle {\text{querliegender Baum}}\end{array}}+a+{\frac {a}{2}}+{\frac {a}{2}}={\frac {4\cdot a}{2}}+{\frac {4\cdot a}{2}}+a+{\frac {a}{2}}+{\frac {a}{2}}=6\cdot a}

### Stammlänge

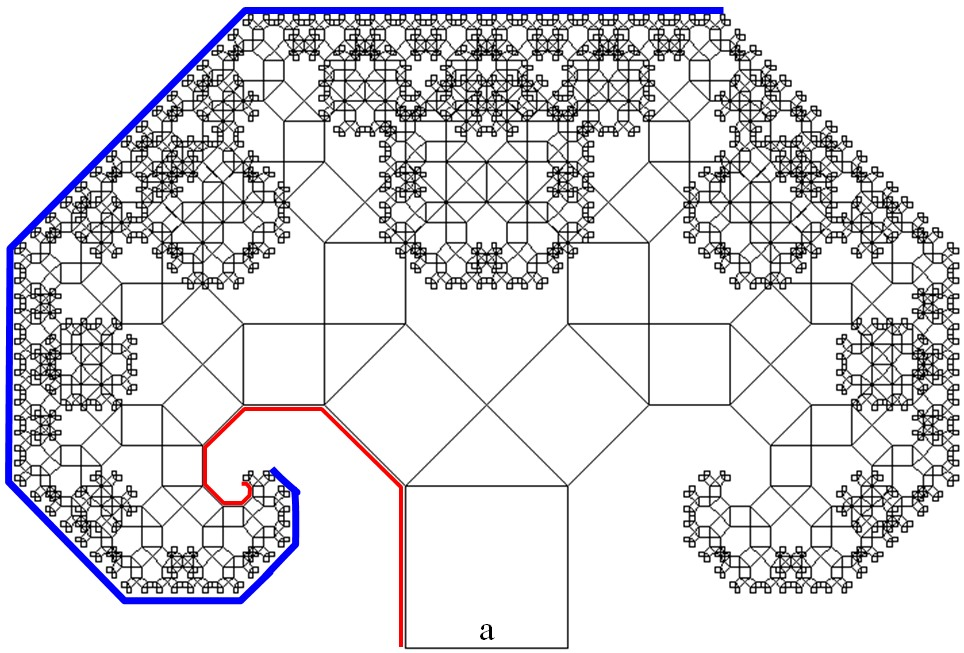
Seitenlänge und Länge der Baumkrone

Zur Berechnung der Stammlänge (siehe rote Linien in der Abbildung) müssen die Seitenlängen der Quadrate addiert werden:
1. Quadrat: {\displaystyle \left({\frac {\sqrt {2}}{2}}\right)^{0}\cdot a=a}
2. Quadrat: {\displaystyle \left({\frac {\sqrt {2}}{2}}\right)^{1}\cdot a={\frac {\sqrt {2}}{2}}\cdot a}
3. Quadrat: {\displaystyle \left({\frac {\sqrt {2}}{2}}\right)^{2}\cdot a={\frac {1}{2}}\cdot a}
4. Quadrat: {\displaystyle \left({\frac {\sqrt {2}}{2}}\right)^{3}\cdot a={\frac {\sqrt {2}}{4}}\cdot a}

usw.
Es kommt immer der Faktor {\displaystyle {\tfrac {\sqrt {2}}{2}}} hinzu. Wenn man die Nummerierung bei 0 beginnt, ist die Seitenlänge des {\displaystyle i}-ten Quadrats gleich {\displaystyle ({\tfrac {\sqrt {2}}{2}})^{i}\cdot a}. Die Gesamtlänge der roten Linien beträgt also:
{\displaystyle a\cdot \sum _{i=0}^{\infty }\left({\frac {\sqrt {2}}{2}}\right)^{i}=a\cdot {\frac {1}{1-{\frac {\sqrt {2}}{2}}}}={\frac {2\cdot a}{2-{\sqrt {2}}}}=a\cdot \left(2+{\sqrt {2}}\right)\approx 3{,}414\cdot a}

### Länge der Baumkrone

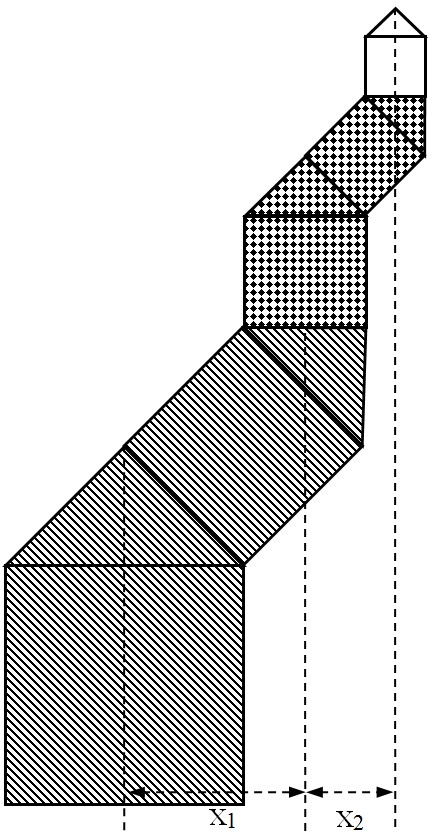
Rechts-links-Ast eines Pythagoras-Baumes

Zur Berechnung der Länge der Baumkrone (siehe blaue Linien in der Abbildung) zuerst folgende Überlegungen: In die Ecken des Baumes kommt man, indem man die Äste abwechselnd links und rechts entlanggeht. Um die Länge der oberen horizontalen Linie zu berechnen, wird zuerst die Abweichung von der Stammmittellinie, die durch das Wachstum eines Rechts-links-Astes entsteht, berechnet.
| | Grundseite                                             | Abstand von der Mittellinie {\displaystyle x_{i}}                                |
| -------------------------------------------------------------------------------------------------- | ------------------------------------------------------ | -------------------------------------------------------------------------------- |
| Erste Rechts-links-Kombination (Quadrat, Dreieck, Quadrat, Dreieck – in der Abbildung gestrichelt) | {\displaystyle a}                                      | {\displaystyle x_{1}={\frac {a}{2}}+{\frac {a}{4}}={\frac {3}{4}}\cdot a}        |
| Zweite Rechts-links-Kombination (in der Abbildung gepunktet)                                       | {\displaystyle {\frac {a}{2}}}                         | {\displaystyle x_{2}={\frac {3}{4}}\cdot {\frac {a}{2}}}                         |
| Dritte Rechts-links-Kombination                                                                    | {\displaystyle {\frac {a}{4}}}                         | {\displaystyle x_{3}={\frac {3}{4}}\cdot {\frac {a}{4}}}                         |
| i-te Rechts-links-Kombination                                                                      | {\displaystyle \left({\frac {1}{2}}\right)^{i}\cdot a} | {\displaystyle x_{i}={\frac {3}{4}}\cdot \left({\frac {1}{2}}\right)^{i}\cdot a} |

Der maximale Abstand der letzten Spitze von der ersten Mittellinie ist dann die Summe der einzelnen Abstände:
{\displaystyle \sum _{i=0}^{\infty }{\frac {3}{4}}\cdot \left({\frac {1}{2}}\right)^{i}\cdot a={\frac {3}{4}}\cdot a\cdot \sum _{i=0}^{\infty }\left({\frac {1}{2}}\right)^{i}={\frac {3}{4}}\cdot a\cdot {\frac {1}{1-{\frac {1}{2}}}}={\frac {3}{2}}\cdot a}
Ein Links-rechts-Ast hat also den maximalen Abstand {\displaystyle {\tfrac {3}{2}}\cdot a} von der ersten Mittellinie. Das Gleiche gilt für den gespiegelten Rechts-links-Ast. Die beiden oberen Ecken haben also den maximalen Abstand von {\displaystyle 2\cdot {\tfrac {3}{2}}\cdot a=3\cdot a}. Dies ist die Länge der oberen horizontalen blauen Linie.
Die Längen der anderen blauen Linien kann man leicht berechnen. Die zweite blaue Linie entspricht der oberen horizontalen Line des Hauptbaumes usw.
|                    | Grundseite Baum                                                | Länge                                                                 |
| ------------------ | -------------------------------------------------------------- | --------------------------------------------------------------------- |
| Erste blaue Linie  | {\displaystyle a}                                              | {\displaystyle 3\cdot a}                                              |
| Zweite blaue Linie | {\displaystyle {\frac {\sqrt {2}}{2}}\cdot a}                  | {\displaystyle 3\cdot {\frac {\sqrt {2}}{2}}\cdot a}                  |
| Dritte blaue Linie | {\displaystyle \left({\frac {\sqrt {2}}{2}}\right)^{2}\cdot a} | {\displaystyle 3\cdot \left({\frac {\sqrt {2}}{2}}\right)^{2}\cdot a} |
| i-te blaue Linie   | {\displaystyle \left({\frac {\sqrt {2}}{2}}\right)^{i}\cdot a} | {\displaystyle 3\cdot \left({\frac {\sqrt {2}}{2}}\right)^{i}\cdot a} |

Jede blaue Linie ist dreimal so lang wie die zugehörige rote Linie. Damit ist auch die Gesamtlänge der blauen Linie das Dreifache der roten Linie: {\displaystyle 3\cdot a\cdot \left(2+{\sqrt {2}}\right)}

### Umfang
Wenn man den Baum einmal umrunden möchte, muss man zweimal die blaue und zweimal die rote Linie und die Linie, auf der der Baum steht, entlanggehen. Die obere blaue Linie ist hierbei doppelt, diese muss man also einmal abziehen:
{\displaystyle 2\cdot \underbrace {3\cdot a\cdot \left(2+{\sqrt {2}}\right)} _{\scriptstyle {\text{blau}}}\underbrace {-3\cdot a} _{\begin{array}{c}\scriptstyle {\text{doppelt gerechnete}}\\\scriptstyle {\text{obere horizontale}}\\\scriptstyle {\text{Firstlinie}}\end{array}}+2\cdot \underbrace {a\cdot \left(2+{\sqrt {2}}\right)} _{\scriptstyle {\text{rot}}}\underbrace {+a} _{\scriptstyle {\text{Grundlinie}}}=2\cdot a\cdot \left(7+4{\sqrt {2}}\right)\approx 25{,}313\cdot a}

### Abstand zum Rasen

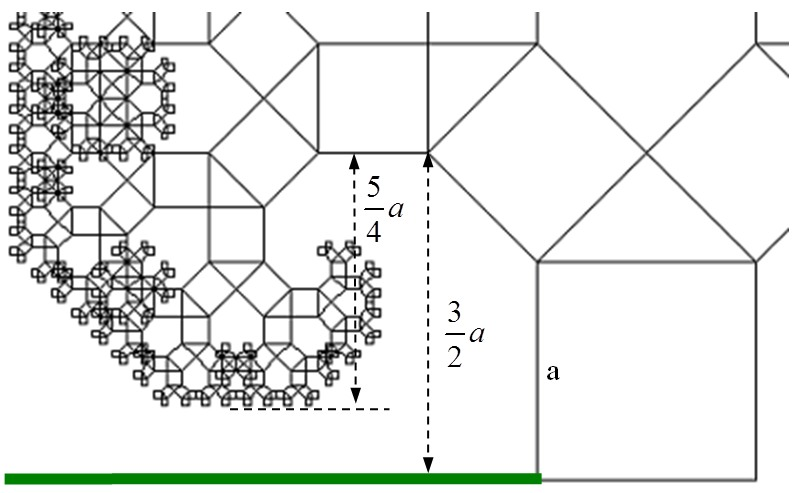
Abstand der Blätter zum Rasen

Damit man mit dem Rasenmäher bis zum Stamm fahren kann, muss man wissen, wie hoch die lichte Höhe unter dem Blattwerk des Baumes ist. Wie groß ist der Abstand der ersten Blätter zum Rasen?
Bei einer Grundseite von {\displaystyle a} ist die Gesamtbreite {\displaystyle 6\cdot a}. Eine Seite des Baumes steht also {\displaystyle {\tfrac {5}{2}}\cdot a} über den Stamm hinaus (siehe grüne Linie in der Abbildung). Zur Berechnung der gesuchten lichten Höhe betrachtet man den dritten Ast, den ersten horizontal wachsenden Ast (das dritte Quadrat). Die Grundseite dieses Teilbaumes beträgt: {\displaystyle {\tfrac {a}{2}}}. Die Breite dieses Teilastes ist also {\displaystyle 6\cdot {\tfrac {a}{2}}=3\cdot a} . Auch bei diesem Ast steht die Krone um den Faktor {\displaystyle {\tfrac {5}{2}}} über, also: {\displaystyle {\tfrac {5}{2}}\cdot {\tfrac {a}{2}}={\tfrac {5}{4}}\cdot a}. Dieser dritte Teilast hat einen Abstand vom Rasen von {\displaystyle {\tfrac {3}{2}}\cdot a}. Die lichte Höhe ist dann die Differenz: {\displaystyle {\tfrac {3}{2}}\cdot a-{\tfrac {5}{4}}\cdot a={\tfrac {a}{4}}}

## Allgemeiner Pythagoras-Baum

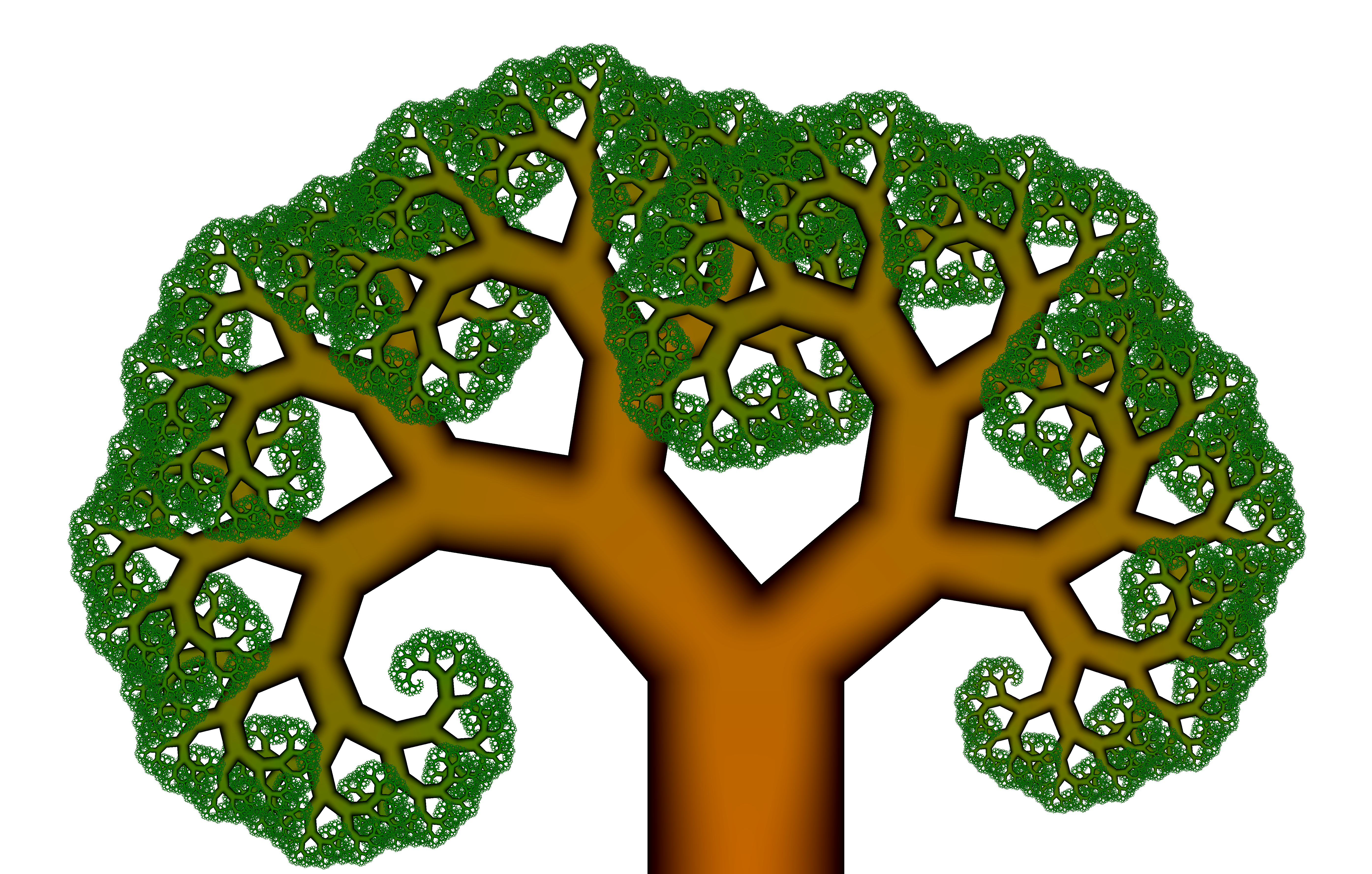
Allgemeiner Pythagoras-Baum

Beim allgemeinen Pythagoras-Baum werden jeweils beliebige, aber kongruente rechtwinklige Dreiecke auf die Quadrate gesetzt. Im Folgenden sei die Länge der Hypotenuse des ersten Quadrats des allgemeinen gleich {\displaystyle a}, die Längen der Katheten gleich {\displaystyle a_{1}} und {\displaystyle a_{2}} und die gegenüberliegenden Winkel gleich {\displaystyle \alpha }, {\displaystyle \alpha _{1}} und {\displaystyle \alpha _{2}}.

### Flächeninhalt
Der Flächeninhalt der Quadrate, die bei jedem Iterationsschritt zum Pythagoras-Baum hinzugefügt werden, sind nach dem Satz des Pythagoras gleich groß. Der gesamte Flächeninhalt des Pythagoras-Baums inklusive der Überlappungen ist also unendlich groß. Die Breite und Höhe des Pythagoras-Baums sind endlich, weil sich der Abstand jedes Quadrats zum vorherigen Quadrat um einen konstanten Faktor verkleinert. Der überdeckte Flächeninhalt ohne Überlappungen ist also auch endlich.

### Umfang
Ist {\displaystyle U} der Umfang des Pythagoras-Baums, {\displaystyle U_{1}} der Umfang des rechten Teilbaums und {\displaystyle U_{2}} der Umfang des linken Teilbaums – jeweils ohne die untere Seite des ersten Quadrats, dann gilt {\displaystyle U_{1}+U_{2}+2\cdot a=U}, weil sich der Umfang aus dem Umfang des rechten und linken Teilbaums und der Länge der rechten und linken Seite des ersten Quadrats zusammensetzt. Weil der Pythagoras-Baum ähnlich zum rechten und linken Teilbaum ist, gilt {\displaystyle U_{1}={\tfrac {a_{1}\cdot U}{a}}} und {\displaystyle U_{2}={\tfrac {a_{2}\cdot U}{a}}}. Daraus folgt {\displaystyle {\tfrac {a_{1}\cdot U}{a}}+{\tfrac {a_{2}\cdot U}{a}}+2\cdot a=U}, also {\displaystyle (a_{1}+a_{2})\cdot U+2\cdot a^{2}=a\cdot U}. Wegen der Dreiecksungleichung {\displaystyle a_{1}+a_{2}>a} und {\displaystyle 2\cdot a^{2}>0} kann diese Gleichung für endliches {\displaystyle U} nicht gelten. Der Umfang des Pythagoras-Baums ist also unendlich.

### Rechter und linker Ast
Die Ecken der Quadrate des rechten und des linken Astes liegen jeweils auf einer logarithmischen Spirale. Der Endpunkt des rechten Astes hat den Abstand {\displaystyle a} zum Rasen und den Abstand {\displaystyle {\tfrac {a_{1}}{a_{2}}}\cdot a=\tan(\alpha _{1})\cdot a} zum Stamm. Der Endpunkt des linken Astes hat den Abstand {\displaystyle a} zum Rasen und den Abstand {\displaystyle {\tfrac {a_{2}}{a_{1}}}\cdot a=\tan(\alpha _{2})\cdot a} zum Stamm.

### Höhe, Breite und Abstand zum Rasen
Die folgende Tabelle zeigt die Höhe und Breite des Pythagoras-Baums und den Abstand der ersten Blätter des rechten und linken Teilbaums zum Rasen (siehe Abstand zum Rasen) für bestimmte Innenwinkel des rechtwinkligen Dreiecks:
| Innenwinkel {\displaystyle \alpha _{1}} | Höhe                                                                                     | Breite                                                                                          | Abstand des rechten Teilbaums                                                              | Abstand des linken Teilbaums                                                                         |
| --------------------------------------- | ---------------------------------------------------------------------------------------- | ----------------------------------------------------------------------------------------------- | ------------------------------------------------------------------------------------------ | --- |
| 45°                                     | {\displaystyle 4\cdot a}                                                                 | {\displaystyle 6\cdot a}                                                                        | {\displaystyle {\frac {a}{4}}}                                                             | {\displaystyle {\frac {a}{4}}}                                                                       |
| 30°                                     | {\displaystyle {\frac {17+3\cdot {\sqrt {3}}}{5}}\cdot a\approx 4{,}439\cdot a}          | {\displaystyle {\frac {81+108\cdot {\sqrt {3}}}{40}}\cdot a\approx 6{,}702\cdot a}              | {\displaystyle {\frac {28-3\cdot {\sqrt {3}}}{40}}\cdot a\approx 0{,}570\cdot a}           | {\displaystyle -{\frac {4+81\cdot {\sqrt {3}}}{320}}\cdot a\approx -0{,}451\cdot a}                  |
| 22,5°                                   | {\displaystyle {\frac {140+67\cdot {\sqrt {2}}}{47}}\cdot a\approx 4{,}995\cdot a}       | {\displaystyle {\frac {1439+1065\cdot {\sqrt {2}}}{376}}\cdot a\approx 7{,}833\cdot a}          | {\displaystyle {\frac {32\cdot {\sqrt {2}}-11}{47}}\cdot a\approx 0{,}729\cdot a}          | {\displaystyle -{\frac {181+2255\cdot {\sqrt {2}}}{3008}}\cdot a\approx -1{,}120\cdot a}             |
| 15°                                     | {\displaystyle {\frac {11511+4795\cdot {\sqrt {3}}}{3201}}\cdot a\approx 6{,}191\cdot a} | {\displaystyle {\frac {1087035+587320\cdot {\sqrt {3}}}{204864}}\cdot a\approx 10{,}272\cdot a} | {\displaystyle {\frac {45495-20506\cdot {\sqrt {3}}}{12804}}\cdot a\approx 0{,}779\cdot a} | {\displaystyle -{\frac {9335814+12959845\cdot {\sqrt {3}}}{13111296}}\cdot a\approx -2{,}424\cdot a} |

Die Höhe und Breite ist desto größer, der Abstand des rechten Teilbaums desto größer und der Abstand des linken Teilbaums desto kleiner, je größer die Differenz der Innenwinkel {\displaystyle \alpha _{1}} und {\displaystyle \alpha _{2}} ist.

## Geschichte
Der Pythagoras-Baum wurde zuerst von Albert E. Bosman (1891–1961) konstruiert, einem niederländischen Mathematiklehrer, im Jahre 1942.

## Weitere Formen
Da so ein Baum, der streng nach dem Satz des Pythagoras erzeugt wurde, sehr unnatürlich aussieht, kann natürlich auch von der Urform abgewichen werden.
| Pythagoras-Baum: - Rechtwinklige, gleichschenklige Dreiecke - Verschiedene Farben                                               | Fraktal-Baum: - Freier Winkel - Keine Quadrate                                              |
| Pythagoras-Baum: - Rechtwinklige Dreiecke - Verschiedene Farben                                                                 | Pythagoras-Baum: - Keine rechtwinkligen Dreiecke - Verschiedene Farben                      |
| Pythagoras-Baum: - Zufällige Stammlängen und zufällige Stammteilungsverhältnisse - Rechtwinklige Dreiecke - Verschiedene Farben | Pythagoras-Baum: - Gleichschenklige Dreiecke - Rechtwinklige Dreiecke - Verschiedene Farben |
| Pythagoras-Baum | SW Pythagoras-Baum                                                                          |

## Programmierung
Der Pythagoras-Baum lässt sich rekursiv auf einfache Weise implementieren. Das folgende Beispiel zeigt eine Implementierung in der Programmiersprache C#.
```
using
 
System.Windows.Forms
;

public
 
class
 
MainForm
 
:
 
System
.
Windows
.
Forms
.
Form

{

	
private
 
Graphics
 
graphics
;

	

	
public
 
MainForm
()

	
{

		
InitializeComponent
();

		
Text
 
=
 
"Pythagoras-Baum"
;

		
Width
 
=
 
800
;

		
Height
 
=
 
600
;

		
graphics
 
=
 
CreateGraphics
();
 
// Erzeugt ein Grafikobjekt für das Zeichnen auf dem Hauptfenster.

		
Paint
 
+=
 
OnPaint
;
 
// Verknüpft die Ereignisbehandlungsmethode mit dem Paint Ereignis des Hauptfensters.

	
}

	

	
private
 
void
 
OnPaint
(
object
 
sender
,
 
PaintEventArgs
 
e
)

	
{

		
float
 
q
 
=
 
(
float
)
 
Math
.
Tan
(
Math
.
PI
 
/
 
3
);

		
float
 
minimaleLänge
 
=
 
(
float
)
 
0.1
;

		
Color
 
farbe
 
=
 
Color
.
FromArgb
(
255
,
 
0
,
 
0
);

		
ZeichnePythagorasBaum
(
350
,
 
400
,
 
400
,
 
400
,
 
q
,
 
minimaleLänge
,
 
farbe
);
 
// Aufruf der Methode mit minimaler Länge 0.1

	
}

	

	
// Diese Methode wird aufgerufen, wenn das Hauptfenster gezeichnet wird. Sie enthält 2 rekursive Aufrufe.

	
private
 
void
 
ZeichnePythagorasBaum
(
float
 
x1
,
 
float
 
y1
,
 
float
 
x2
,
 
float
 
y2
,
 
float
 
q
,
 
float
 
minimaleLänge
,
 
Color
 
farbe
)

	
{

		
// Wenn maximale Rekursionstiefe erreicht, dann Koordinaten setzen und gleichseitiges Dreiecks ausfüllen

		
float
 
x
 
=
 
x1
 
-
 
x2
;

		
float
 
y
 
=
 
y1
 
-
 
y2
;

		
if
 
(
x
 
*
 
x
 
+
 
y
 
*
 
y
 
>=
 
minimaleLänge
 
*
 
minimaleLänge
)
 
// Wenn Seitenlänge größer oder gleich minimale Länge, dann Quadrat und rechtwinkliges Dreieck ausfüllen

		
{

			
float
 
a
 
=
 
q
 
*
 
q
;

			
float
 
b
 
=
 
q
 
*
 
q
 
+
 
1
;

			
float
 
c
 
=
 
q
 
*
 
q
 
+
 
q
 
+
 
1
;

			
float
 
x3
 
=
 
x2
 
-
 
y1
 
+
 
y2
;
 
// 3. Ecke des Quadrats, 1. Ecke des Dreiecks

			
float
 
y3
 
=
 
x1
 
-
 
x2
 
+
 
y2
;

			
float
 
x4
 
=
 
x1
 
-
 
y1
 
+
 
y2
;
 
// 4. Ecke des Quadrats, 2. Ecke des Dreiecks

			
float
 
y4
 
=
 
x1
 
-
 
x2
 
+
 
y1
;

			
float
 
x5
 
=
 
(
a
 
*
 
x1
 
+
 
x2
 
-
 
c
 
*
 
(
y1
 
-
 
y2
))
 
/
 
b
;
 
// 3. Ecke des Dreiecks

			
float
 
y5
 
=
 
(
c
 
*
 
(
x1
 
-
 
x2
)
 
+
 
a
 
*
 
y1
 
+
 
y2
)
 
/
 
b
;

			
// Definiert Farben mit RGB-Werten.

			
Color
 
rot
 
=
 
Color
.
FromArgb
(
255
,
 
0
,
 
0
),
 
grün
 
=
 
Color
.
FromArgb
(
0
,
 
255
,
 
0
),
 
blau
 
=
 
Color
.
FromArgb
(
0
,
 
0
,
 
255
);

			
// Quadrat und rechtwinkliges Dreieck ausfüllen

			
PointF
[]
 
quadrat
 
=
 
new
 
PointF
[]{
new
 
PointF
(
x1
,
 
y1
),
 
new
 
PointF
(
x2
,
 
y2
),
 
new
 
PointF
(
x3
,
 
y3
),
 
new
 
PointF
(
x4
,
 
y4
)};

			
graphics
.
FillPolygon
(
new
 
SolidBrush
(
farbe
),
 
quadrat
);

			
PointF
[]
 
dreieck
 
=
 
new
 
PointF
[]{
new
 
PointF
(
x4
,
 
y4
),
 
new
 
PointF
(
x3
,
 
y3
),
 
new
 
PointF
(
x5
,
 
y5
)};

			
graphics
.
FillPolygon
(
new
 
SolidBrush
(
grün
),
 
dreieck
);

			
// Rekursive Aufrufe der Methode für den linken und rechten Teilbaum.

			
ZeichnePythagorasBaum
(
x4
,
 
y4
,
 
x5
,
 
y5
,
 
q
,
 
minimaleLänge
,
 
rot
);

			
ZeichnePythagorasBaum
(
x5
,
 
y5
,
 
x3
,
 
y3
,
 
q
,
 
minimaleLänge
,
 
blau
);

		
}

	
}

}

```